# Strätscherhorn
Das Strätscherhorn ist ein 2557 m ü. M. hoher Berg in den Splügener Kalkbergen im Kanton Graubünden in der Schweiz.

## Lage und Umgebung
Das Strätscherhorn liegt zuhinterst im Safiental auf dem Gebiet der Gemeinde Safien. Im Westen des Strätscherhorns verläuft der Tomülergrat, in südliche und östliche Richtung fällt es in das auslaufende Safiental ab. In nördliche Richtung geht es zum Tomülpass.